# Люди за этичное обращение с животными
Люди за этичное отношение к животным (англ. People for the Ethical Treatment of Animals, PETA) — американская организация, позиционирующая свою деятельность как ведение борьбы за права животных.
В основе зоозащитных принципов организации лежит убеждение о том, что животные имеют права и заслуживают того, чтобы их основные интересы были учтены, независимо от того, приносят ли они пользу людям. По убеждению сторонников организации, поскольку животные способны страдать, люди не имеют права использовать их для еды, одежды, развлечений, опытов и любых других целей.
PETA основана Алексом Пачеко и Ингрид Ньюкирк в 1980 году как организация некоммерческого характера. Главный офис организации находится в Норфолке в штате Виргиния в США, другие представительства — в Великобритании, Германии, Нидерландах, Индии и Азиатско-Тихоокеанском регионе.
По данным газеты The Washington Post, число сторонников организации на 2004 год составляло 800 тысяч. Организацию критикуют за проведение систематических массовых убийств животных (иногда краденых и в нарушение законов) и за то, что она уделяет большее внимание рекламе, а не работе с животными.

## Направления работы
Особое внимание PETA уделяет четырём основным областям обращения людей с животными: промышленное сельское хозяйство, тестирование и опыты на животных, рынок одежды (использование меха, кожи, шерсти, пуха), животные в индустрии развлечений. Также уделяется внимание широкому спектру возможных нарушений прав животных, в том числе рыболовству, боям быков и петушиным боям. PETA осуществляет свою работу путём распространения информации, расследования случаев жестокого обращения с животными, научных исследований, спасения животных, поддержки законодательных мер, задействования знаменитостей и проведения специальных мероприятий и акций протеста.
Данная организация подразумевает, что животные имеют такие же права как люди. Глава PETA также утверждала, что слово «питомец» в отношении животных унизительно, их надо называть «компаньонами», а владельцы домашних животных не «хозяева», а «опекуны».
Организация занимается стерилизацией домашних животных. Также она управляет приютом для животных, однако лишь крайне небольшая доля (1-3 %) животных из него находит новых хозяев, тогда как большая часть зверей усыпляется вскоре после поступления. Например, по документам, опубликованным Center for Consumer Freedom в 2012 году, за 15 лет с 1998 года в штаб-квартире PETA в Норфолке было убито около 27 тысяч животных, что составило около 95 % от всех животных, поступивших в данный приют. 84 % животных усыплялись в течение суток после получения. Аманда Шинке, представительница организации, заявляет, что эвтаназия является проявлением любви к тем животным, которых больше никто не любит. Также она считает, что безболезненное завершение их существования лучше, чем жестокое обращение к ним. Она полагает, что приюты PETA делают всё, что в их силах, ради помощи животным. Шинке указывает на то, что всего в США приюты ежегодно усыпляют около 4 млн домашних животных (данные 2008 года).

## Критика организации
Множество акций организации встречают яростную критику, в том числе и среди защитников животных. Так, когда PETA обвинила убитого скатом Стива Ирвина в харассменте животных, множество людей выступили против организации. Похожая реакция последовала на обвинение мультфильма «История игрушек 4» в пропаганде жестокого обращения с животными.
В 2005 году деятельность активистов PETA явилась предметом пристального внимания контртеррористического департамента Федерального бюро расследований США. Основной критике подвергается радикализм в мировоззрении и методах организации. Вплоть до того, что их действия называются или приравниваются к терроризму на официальном уровне.
С целью снизить потребление молока организация запустила компанию «Got Beer?» (с англ. — «Пробовал пиво?»; пародия на «Got Milk?»). Когда у Рудольфа Джулиани обнаружили рак простаты, они пририсовали к его фотографии белые усы и надпись «Got prostate cancer?» (с англ. — «Заболел раком простаты?») с целью проиллюстрировать как молочные продукты вызывают онкологические заболевания. Это действие было раскритиковано как неэтичное.

## Акции и кампании

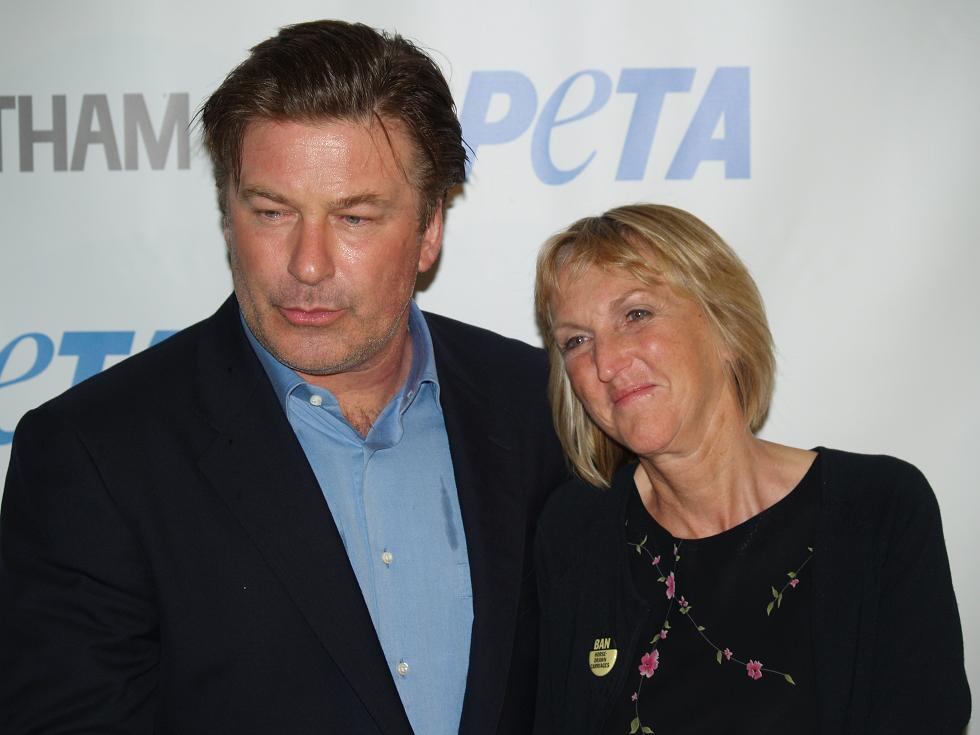
Алек Болдуин и основательница PETA Ингрид Ньюкирк

В апреле 2008 года PETA объявила об учреждении приза в 1 миллион долларов для компании или команды учёных, которая к 30 июня 2012 года разработает метод изготовления куриного мяса в пробирке. Это мясо по внешним и вкусовым качествам не будет отличаться от настоящего, и PETA начнёт продавать его как минимум в десяти штатах США. Однако, по данным на 2020 год, приз до сих пор так и не был вручен.